# Hermann Pabst (Historiker)
Hermann Pabst (* 4. Januar 1842 in Burg (bei Magdeburg); † 16. August 1870 in der Schlacht von Mars-la-Tour) war ein deutscher Historiker.
Sein Vater war Rektor der Bürgerschule in Burg. Pabst besuchte das Gymnasium Schulpforta mit dem Abitur 1859. Danach studierte er Philologie in Bonn (Friedrich Wilhelm Ritschl, Geschichte bei Friedrich Christoph Dahlmann) und ab 1860 Geschichte bei Georg Waitz in Göttingen. 1864 wurde er in Berlin promoviert (De Ariberto II. Mediolanensi primisque medii aevi motibus popularibus, über den Erzbischof Aribert von Mailand). In seiner Dissertation erbrachte er den Beweis, dass es einmal umfangreiche Annalen in Hildesheim gab. Im selben Jahr wurde er Hilfsarbeiter bei der Monumenta Germaniae Historica (MGH) unter Leitung von Georg Heinrich Pertz. 1866 habilitierte er sich mit einer Arbeit über die Chroniken der Abtei Brauweiler, wobei er die zahlreichen Geschichtsfälschungen herausarbeitete.
In den MGH gab er die Liber Pontificalis (Papstbiografien) heraus. Im Band 19 (von ihm fertiggestellt 1864) erwies sich bald darauf 1868 der zugrundeliegende Text (Diurnali di Messer Mattheo di Giovenazzo) durch Wilhelm Bernhardi als Fälschung des 16. Jahrhunderts. Pabst veröffentlichte daraufhin das Eingeständnis seines Irrtums in den Göttinger Gelehrten Anzeigen. 1869 wurde er von Pertz nach Italien geschickt, um zunächst in Rom Papst- und Kaiserurkunden zu studieren für die MGH. Er fand außer in Rom auch in Siena reichhaltiges Material für das Vorhaben, und speziell für seine Herausgabe der Leben der Päpste. Im Winter 1869 reiste er erneut nach Rom und blieb bis zum Sommer, kehrte aber schnell zurück, als der Deutsch-Französische Krieg 1870 ausbrach und sein Regiment an die Front ausrückte.
Er war Herausgeber eines Bandes der Jahrbücher der Deutschen Geschichte. Dazu wurde er noch als Student herangezogen, nachdem Siegfried Hirsch die Arbeit unvollendet ließ und Rudolf Usinger von der Bearbeitung zurückgetreten war. Ebenfalls noch als Student verfasste er die Geschichte des langobardischen Herzogtums.
1865 leistete er seinen Wehrdienst als Einjährig-Freiwilliger beim Garde-Füsilier-Regiment, obwohl er stark kurzsichtig war und nur knapp über dem Mindestmaß. Auf dem Feldzug von 1866 wurde er Unteroffizier und Vizefeldwebel im 12. Grenadier-Regiment und war danach Reserveoffizier. 1870 nahm er am Sturm auf die Spichener Höhen teil, wurde daraufhin Bataillons-Adjutant und fiel in der Schlacht von Mars-la-Tour durch einen Kopfschuss.

## Schriften
- Herausgeber: Fundatio monasterii Gratiae Dei circa a. 1147, MGH, 1868, SS 20, S. 683–691
- Gli Diurnali di Messer Mattheo di Giovenazzo, MGH, SS 19, 1866, S. 464–493
- Übersetzer und Einleitung: Die Annalen und Chronik von Kolmar, Die Geschichtschreiber der deutschen Vorzeit, Lieferung 48, 1867